# ماریا پاپووا
ماریا پاپووا (انگلیسی: Maryia Papova؛ زادهٔ ۱۳ ژوئیهٔ ۱۹۹۴) بازیکن بسکتبال اهل بلاروس است. وی در بازی‌های المپیک تابستانی ۲۰۱۶ شرکت کرده‌است.